# Spilosoma rhodosoma
Spilosoma rhodosoma är en fjärilsart som beskrevs av Turati 1907. Spilosoma rhodosoma ingår i släktet Spilosoma och familjen björnspinnare. Inga underarter finns listade i Catalogue of Life.